# Pere Bardagí
Pere Bardagí i Freixas (Barcelona, 1958) es un violinista catalán.

## Biografía
Nacido en Barcelona empezó los estudios de música a los quince años y los de violín a los dieciséis en el Conservatorio Superior Municipal de Música de Barcelona con los maestros Pere Carbonell y Mariano Sainz de la Maza. Más adelante estudió con Josep Mª Alpiste y Gerard Claret. 
Fue profesor en numerosas escuelas: Centre d’Estudis Musicals de Barcelona en Vallvidrera, l'Escola de Música de Barcelona, l’Escola de Música Luthier y el Conservatorio de Badalona. También ha impartido clases en diferentes cursillos y fue profesor durante varios cursos de la Jove Orquestra Simfònica de Catalunya. Fue concertino de la Orquestra de Cambra del Palau de la Música Catalana en los inicios de esta orquesta, actuando también como solista. 
Actuó durante un tiempo como concertino invitado en la Orquesta Ciudad de Granada. Ha sido concertino de la Orquestra de Cambra Teatre Lliure durante diez años. Con esta formación realizó conciertos por todo el estado español y también en Francia, Portugal, Inglaterra, Escocia, Italia, Bulgaria, Alemania, Israel, etc. grabando con dicha orquesta más de diez álbumes para el sello discográfico Harmonia Mundi.

## Discografía
Ha grabado para radio y televisión y trabaja asiduamente como músico de estudio para numerosos artistas (Serrat, Francesc Pi de La Serra, Joan Isaac, Ana Belén, Maria del Mar Bonet, Sisa, Pere Tàpies, Gato Pérez, Vicente Amigo, Miguel Poveda, Tomatito, Moncho, etc.) Su interés por todo tipo de música le ha levado a dedicarse unos cuantos años a tocar el violín barroco en diversos formaciones. 
También ha actuado desde siempre como músico de jazz o rock. En los años 80 formó parte del grupo de jazz-rock Teverano, liderado por su hermano el guitarrista Josep Maria Bardagí. En 1999 compuso la obra para orquesta de cuerda “Andorra Màgica” estrenada por la Orquestra Nacional de Cambra d’Andorra. También participó en la grabación del disco  Homenatge a Duke Ellington de la Orquestra de Cambra Teatre Lliure . 
En el año 2000 actuó en el festival de Jazz de Marciac en una formación de cuarteto de cuerda con el grupo del guitarrista Jim Hall. Ha compuesto música para publicidad y también para teatro como “El Pare” de Strindberg en una producción del Teatre Lliure, y la música de los espectáculos del Tricicle “SIT”, “GARRICK” y "BITS". 
También fue director musical y arreglista de la comedia musical "Amants" con música de Jimmy Roberts en una producción de Paco Mir. Este espectáculo recibió el premio "MAX" al mejor musical en el 2004. Ha sido director artístico de dos espectáculos educativos del Auditori de Barcelona: “Descorda el Bagul” y “Corda i Descorda”. 
En 2002 grabó el CD “Sense Trampa” con el grupo Cordes Invisibles, dedicado a la música de su hermano Josep Maria Bardagí y a los tangos de Astor Piazzolla. 
En 2006 grabó también un disco de tangos con el grupo “Araca”, junto a Marcelo Mercadante, Lluis Vidal y Horacio Fumero.

## Libros
En el año 2010 publica su autobiografía titulada El Desertor Profesional, libro en el que explica sus vivencias como músico con una visión muy escéptica, desmitificadora e iconoclasta.
- Datos: Q6072223